# Ельяшевич, Сима Саадьевич
Си́ма (Семён) Саа́дьевич Ельяше́вич (1879, Севастополь, Таврическая губерния — 1933, Москва) — караимский общественный деятель, писатель

, поэт, художник, изобретатель и певец-любитель (тенор).

## Биография
Родился в Севастополе в семье Саадьи Симовича и Рахили Адониевны Ельяшевичей. В 1892 году семья переехала в Москву, где Сима окончил 6 классов Строгановского училища и экстерном 8 классов 7-й Московской гимназии. В 1912 году издал первую часть своей книги «Два завета» — «Сущность Ветхого Завета или учение караимов», которая хранится в библиотеке им. Ленина. Вторая часть, «Апокалиптика и Эсхатология», осталась в рукописи. Принимал участие в деятельности Московской симфонической капеллы В. А. Булычёва, под руководством которого изучил пение по нотам.
В 1914 году по приглашению брата Бориса переехал в Крым. Участник караимского общенационального съезда 1917 года в Евпатории (снят на общем фото с газзанами, где запечатлён в том числе и Б. С. Ельяшевич), где как уполномоченный от западных караимов выступал за объединение литовских и крымских караимов вокруг одного Таврического и Одесского гахама. В 1917 году, после Февральской революции, стал инициатором создания и идеологом «Караимской национально-демократической партии культурного самоопределения», а 24 мая того же года был избран председателем симферопольского отдела партии. С 1917 по 1919 год как секретарь входил в попечительский совет Евпаторийского караимского ремесленного училища имени С. А. Когена. В 1918—1921 годах был заведующим национальной библиотеки «Карай-Битиклиги». 27 апреля 1921 года стал сотрудником евпаторийской секции КрымОХРИСа в должности заведующего по охране архитектурных памятников в г. Евпатория, а в октябре того же года, спасаясь от надвигавшегося на Крым голода, уехал в Москву. Там он кардинально переменил свои взгляды, став убеждённым атеистом и интернационалистом. В духе марксистско-материалистического учения им было написано сочинение «Об основных принципах познания и бытия».
Вместе с женой устроил более 200 беспризорных московских детей в различные учреждения: детские дома, школы, на рабочие места. Одного из них, Михаила Никулина, усыновил; он был призван и погиб на фронтах Великой Отечественной войны.
В конце 1920-х — 1930 годах работал преподавателем рисования в филиале библиотеки им. Некрасова в Сокольниках в «Лесной школе».
С. С. Ельяшевичу принадлежит изобретение в области авиации. Совместно с планеристом С. Н. Гараем разработал проект самолёта с поворотными в полёте крыльями, который, переходя в пике (при потере скорости, остановке или аварии мотора и пр.), так перестраивает автоматически свои крылья, что это препятствует падению, а лётчик находится при любом положении самолёта всё время в том же нормальном положении, что гарантирует правильное управление. Авторское свидетельство на изобретение было опубликовано Государственным комитетом по делам изобретений и открытий 31 марта 1934 года, после смерти С. С. Ельяшевича.
Умер в Москве от сыпного тифа.

### Семья
Жена — Александра Ильинична Койчу.
Сын — Илья Семёнович Ельяшевич (1919—1942), работал геодезистом в Москве, в 1937 году призван на срочную службу, которую проходил в Балтийском флоте. Участник Великой Отечественной войны: краснофлотец, стрелок. 14 октября 1942 года был переведён в 85-ю отдельную мотострелковую разведывательную роту 48-й стрелковой дивизии. Погиб 19 ноября 1942 года. Похоронен в г. Петродворец Ленинградской области.

## Труды
- Религиозно-музыкальные мотивы караимов // Караимская жизнь. — Москва, 1911. — Кн. 2 (июль). — С. 37—39.
- Нужны пастыри // Караимская жизнь. — Москва, 1912. — Кн. 10-11 (март-апрель). — С. 35—38.
- Два завета / Сима Ельяшевич. — Москва : т. д. В. И. Знаменский и К°, 1912. — 252 с. — (Этюды и материалы по истории религий Ветхого и Нового заветов; Кн. 1).
- Его пресвященство Караимский Гахам Серайя : Газетные материалы 1908—1909 г., относящиеся к деятельности С. М. Шапшала в Персии / Сима Ельяшевич. — [Феодосия] : 1917. — 35 с.
- Цивилизация и национальность // Известия Таврического и Одесского караимского Духовного Правления. — Евпатория, 5 августа 1917; — № 4; Евпатория, июль 1918. — № 1. — С. 14—16.
- Авраам Юфудович Мичри: [некролог] // Известия караимского духовного правления. — Евпатория, 1918. — № 1 (июль). — С. 25—26.
- Карай-Битиклиги // Известия караимского духовного правления. — Евпатория, 1918. — № 2 (декабрь). — С. 11—13.
- Интернационал (на разговорном наречии западных караимов) // Бизым йол. — Симферополь, 1927. — С. 62—63.